# Las fieras
Las fieras é uma telenovela mexicana, produzida pela Televisa e exibida em 1972 pelo El Canal de las Estrellas.

## Elenco
- Raquel Olmedo - Edith Brisson
- Héctor Gómez - Pierre Brisson
- Anita Blanch - Doña Clara Brisson
- Teresa Velázquez - Renata
- Ricardo Blume - Leonard
- José Alonso - Jean Brisson
- Carlitos Argüelles - Jean Brisson (criança)
- Norma Lazareno -Hélène
- David Estuardo - Tony
- Dolores Beristáin - Nicole
- Lilia Aragón - Gina
- Talina Fernández - Mary
- José Antonio Ferral - Carlos
- Margarita Cortés - Portera
- Teresita Ayenza - Elenita
- Alonso Cano - Fiscal
- Lorena Velázquez - Sara
- Javier Ruán - Ray
- Raymundo Capetillo - René
- Martha Patricia - Natalia
- Atilio Marinelli - Mutso
- Sara Montes - Fanny
- Margot Wagner - Rossy